# Dinòcrates de Siracusa
Dinòcrates de Siracusa (Deinocrates, Δεινοκράτης) fou un noble siracusà amic d'Agàtocles quan aquest no estava encara al poder, i al que aquest tirà li evità la mort el dia de la matança de Siracusa que el va portar al govern el 317 aC.
Tot i haver estat salvat pel seu amic, Dinòcrates se li va oposar i el 312 aC apareix dirigint un grup d'exiliats enemics del tirà. Quan Agàtocles va tornar de l'Àfrica el 307 aC, va trobar a Dinòcrates al front d'un exèrcit tant poderós que preferí renunciar a la tirania i restaurar als exiliats, mantenint només dues fortaleses i el seu territori circumdant; però Dinòcrates no va acceptar i finalment Agàtocles el va derrotar en una batalla, i el va obligar a rendir-se.
El tirà li va retornar la seva amistat i li va donar el comandament d'algunes de les seves forces, i li va mantenir la confiança fins al final.